# Grammatotheca bergiana
Grammatotheca bergiana là loài thực vật có hoa trong họ Hoa chuông. Loài này được (Cham.) C.Presl mô tả khoa học đầu tiên năm 1836.